# نك بيرغ
نك بيرغ (بالإنجليزية: Nick Berg) (ولد 1978 - توفى 2004) هو رجل أعمال يهودي أمريكي سعى إلى الحصول على عقد في مجال الاتصالات في العراق أثناء الغزو الأمريكي لها. تم اختطافه وذبحه في مايو 2004 بواسطة الميليشيات في العراق رداً على ماحدث في سجن أبو غريب. كانت هذة الحادثة هي الأولى في سلسلة لقتل الأجانب في العراق، وقد حصلت على اهتمام عالمي من وسائل الإعلام بسبب تصوير عملية القتل وإذاعتها على الإنترنت بشكل واسع. ألقى والد نيك بيرغ باللوم على جورج بوش الإبن في ما حدث.